# Ангасяк (река)
Ангася́к (баш. Эңгәсәк) — река в России, протекает в Башкортостане. Устье реки находится у оз. Сакат. Длина реки — 15 км. С левой стороны впадает река Боровушка.

## Данные водного реестра
По данным государственного водного реестра России относится к Камскому бассейновому округу, водохозяйственный участок реки — Белая от города Бирск и до устья, речной подбассейн реки — Белая. Речной бассейн реки — Кама.
Код объекта в государственном водном реестре — 10010201612111100025582.